# Cal Fàbregues (el Pla del Penedès)
Cal Fàbregues és un edifici del municipi del Pla del Penedès (Alt Penedès) protegit com a bé cultural d'interès local.

## Descripció
Es tracta d'un edifici de dues plantes de composició asimètrica. La porta principal d'accés és desplaçada al costat dret de la casa mentre que al cantó esquerra hi ha una altra porta, de reduïdes dimensions. Sobre d'aquesta es troben finestres amb persianes de llibret amb balcó de ferro sortint, mentre que les altres dues finestres (una sobre la porta principal i l'altra gairebé al centre de la façana) tenen balconera de ferro forjat però la profunditat del balcó no arriba a un pam. Pel que fa al lateral de l'edifici, es veuen distribuïdes tres finestres rectangulars i allargades al pis inferiors amb reixa de forja i altres tres finestres més quadrangulars al pis superior just a sobre de les inferiors, igualment amb reixa de forja.

## Història
Es tracta de diversos habitatges distribuïts a l'interior del nucli urbà del Pla del Penedès. Són edificis interessants principalment per la seva composició de façana. Es poden veure elements d'arquitectura "culta" amb la utilització del llenguatge de l'eclecticisme en convivència amb detalls de l'arquitectura popular.
En general aquests edificis configuren l'eixample dels segles XIX i XX.